# 黄賓虹
黄 賓虹（こう ひんこう）は、中国の近代山水画家である。名は質、もとの名は懋質。字は朴存、号に予向・虹廬・虹叟、中年以降は賓虹と称した。本貫は安徽省徽州府歙県潭渡村。

## 略歴
幼い頃から画技を学び、汪仲伊について経学を修める。若い頃は辛亥革命を支持。新安中学の教師となり、その後上海・北京・杭州などの美術学校で教員を務め、同時に出版社にて編集を担当する。その後、商務印書館の美術部主任を担当。上海博物館の理事、故宮博物院の古物鑑定委員、国立曁南大学芸術学部教授、杭州国立芸専教授、国立北京師範学院講師などの職を歴任。1940年に中華民国国立北京芸術専科学校（現中央美術学院）教授、1949年には中国美術家協会華東分会の副主席、中央美術学院華東分院教授となる。
山水画は、李流芳・程邃・程正揆に大きく影響され、宋・元の画法を取り入れとりわけ元末四大家に師法した。中国各地に遊歴して山河を写生。とくに故郷の黄山・新安江の山水に魅了された。その画風は海上画派に分類されることもあるが、本来は新安画派の大家である。詩に巧みで、書法に通じ、金石文に精通し篆刻をよくした。また中国絵画史・画論の研究に優れた。絵画の鑑定に精しく、中国歴代の名画を収蔵していた。
生徒を指導するとき、用筆と用墨の講義に重点をおいた。用筆は平・留・円・重・変の5種、用墨は濃・淡・破・積・潑・焦・宿の7種があると論じた。
1955年3月25日に病没。杭州南山の共同墓地に埋葬される。杭州棲霞嶺に黄賓虹記念館があり、浙江省金華に黄賓虹芸術館が建設された。

## 出典

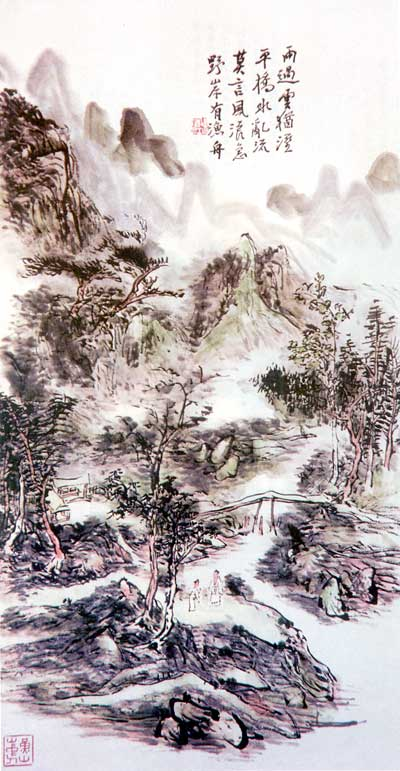
「雨過図」
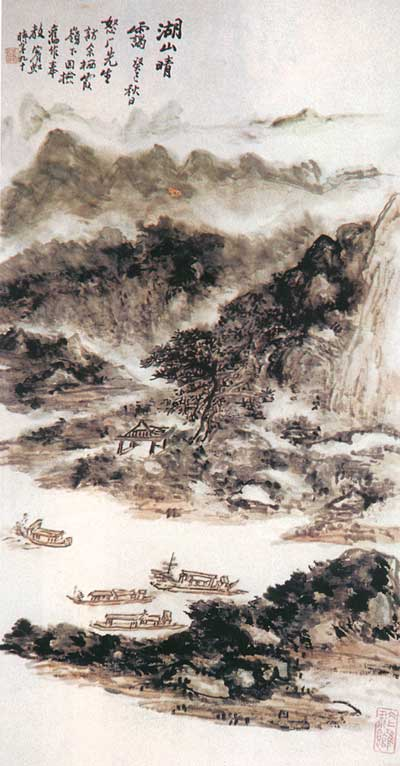
「湖山晴靄図」
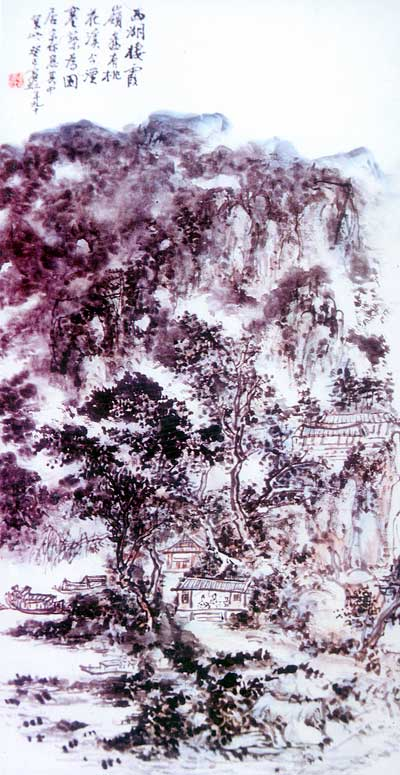
「西湖棲霞図」
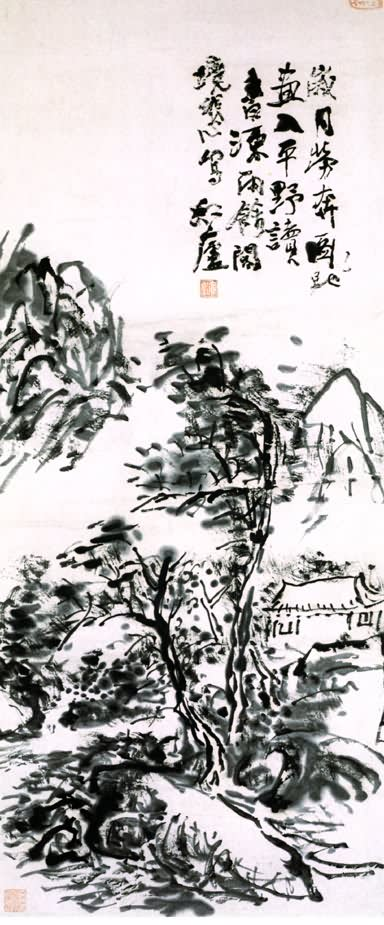
「歳月労奔図」

## 著書
- 『黄山画家源流考』
- 『画談』
- 『古画微』
- 『中国画学史大綱』
- 『賓虹草堂蔵印』
- 『黄賓虹画語録』
- 『美術の叢書』鄧実共著